# Gardenia mutabilis
Gardenia mutabilis är en måreväxtart som beskrevs av Caspar Georg Carl Reinwardt och Carl Ludwig von Blume. Gardenia mutabilis ingår i släktet Gardenia och familjen måreväxter. Inga underarter finns listade i Catalogue of Life.